# Bandeira de Voronej
A Bandeira de Voronej ou de Voroneje é um dos símbolos oficiais do Oblast de Voronej, uma subdivisão da Federação Russa. A atual versão foi adotada em 5 de julho de 2005.

## Descrição
Seu desenho consiste em um retângulo retângulo vermelho com proporção largura-comprimento de 2:3. Ao lado do mastro e na parte inferior há uma imagem também representada no emblema da região: uma montanha de grandes rochas em ouro e, sobre a montanha, um jarro branco invertido do qual sai água.

## Histórico
No ano de 1997 foi adotada uma bandeira para a região que era era um pano retângulo com uma relação de largura para o comprimento de 2:3, com um campo vermelho no qual há uma faixa vertical ao longo da bandeira ao lado do mastro com uma imagem no centro do emblema da bandeira da área Voronej. A largura total da imagem elemento central do emblema na bandeira da Voronej área deveria ser de 2/5 do comprimento total de bandeira.
O desenho era bastante semelhante à bandeira da RSS da Rússia (1954-1991), por possuir muitos elementos em comum. O mesmo ocorre com as bandeiras dos óblasts de Kostroma, Kemerovo e Vladímir e da bandeira do Krai de Altai.

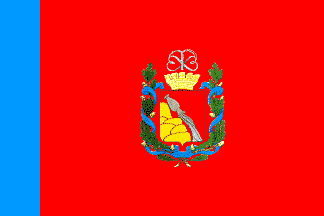
Bandeira de Voronej no período de 1998 a 2005.